# Магнитогорский метизный завод
Магнитогорский метизно-калибровочный завод ОАО «ММК-МЕТИЗ» — ключевой актив Группы ПАО «ММК» в области глубокой переработки металлопроката и производства продукции с высоко добавленной стоимостью. 
Завод основан в 1942 году и расположен в Магнитогорске (Челябинская область). ММК-МЕТИЗ входит в тройку лидеров российского — метизного рынка. Самый широкий сортамент среди производителей Российской Федерации — России. 

## История
ОАО «ММК-МЕТИЗ» возникло в результате слияния двух старейших заводов Магнитки — метизно-металлургического и калибровочного. На протяжении вот уже более шести десятилетий они по праву входят в число предприятий, определяющих лицо российской метизной отрасли.
У предприятий богатая история и большие традиции. Их рождение связано с Великой Отечественной войной. В первые военные месяцы из южных и центральных районов Советского Союза в Магнитогорск прибыли сотрудники и рабочие с оборудованием эвакуированных метизных заводов Украины и центральной части России.
В тяжелейших условиях военного времени вводятся в эксплуатацию основные цеха и практически одновременно со строительством производственных помещений налажен выпуск необходимой фронту продукции: крепежа, сетки, калиброванной стали… Родина высоко оценила труд магнитогорских метизников в годы Великой Отечественной войны — предприятия неоднократно награждались высокими правительственными наградами. Метизно-металлургическому заводу было передано на вечное хранение Красное Знамя Наркомата чёрной металлургии СССР и ВЦСПС. В 1943 году коллектив Калибровочного завода впервые удостоен переходящего Красного Знамени ВЦСПС и НКЧМ. Ему присвоено звание «Лучший метизный завод».
Период 1950-х — 1980-х годов отмечен для заводов большими трудовыми успехами. Расширяется производство, осваиваются новые виды продукции. 22 января 1971 года указом Президиума Верховного Совета Союза ССР Метизно-металлургический завод был награжден орденом Трудового Красного Знамени за выполнение заданий по увеличению выпуска метизной продукции и освоение её новых видов.
На метизно-металлургическом заводе строятся новые цехи калибровочно-прессовый и цех дюбелей. На калибровочном заводе вводятся передовые технологии строятся цехи: ленты холодного проката и металлокорда.
Экономический кризис 1990-х годов больно ударил по предприятиям. Но заводы выстояли. Сохранена технология, высококвалифицированные кадры, удержаны позиции среди лидеров производителей метизов.
Образование в 2003 году управляющей компании «ММК-МЕТИЗ» стало продолжением интеграционной политики, начатой на Магнитогорском металлургическом комбинате — главном стратегическом партнере метизно-калибровочного производства Магнитогорска. Управляющая компания, созданная для решения проблемы координации деятельности метизно-металлургического и калибровочного заводов, была наделена полномочиями единого исполнительного органа двух заводов. Это объединение единой сбытовой и ценовой политикой, стратегией выпуска продукции, позволило трудовым коллективам МММЗ и МКЗ перестать воспринимать друг друга в качестве конкурентов. Были осуществлены перераспределение сортамента выпускаемой продукции, реорганизация сбытовой и финансовой деятельности, оптимизация затрат на производство. Это привело к повышению эффективности их деятельности, что имело особенно важное значение в условиях жесточайшей конкурентной борьбы на метизном рынке, как отечественном, так и мировом. В июле 2005 года на собрании акционеров метизно-металлургического завода утверждено его новое название: ОАО "Магнитогорский метизно-металлургический завод «ММК-МЕТИЗ» и его сокращенное фирменное наименование ОАО «ММК-МЕТИЗ».
С 2006 года заводы действуют как единый производственный организм, единое юридическое лицо. Процесс объединения двух старейших предприятий Магнитки проходил в полном соответствии с российским законодательством, что позволило избежать ущемления интересов акционеров, работников, кредиторов и государства. Обновление структуры, реализация программы технического перевооружения и модернизации производства являются гарантом стабильного развития предприятия, повышения качества выпускаемой продукции, ее конкурентоспособности на рынках метизов.
В настоящее время Магнитогорский метизно-калибровочный завод «ММК-МЕТИЗ» — стабильно работающее современное предприятие, входящее по уровню производства в тройку ведущих российских производителей метизной продукции;
Завод производит широкую номенклатуру продукции: проволоку, крепежные изделия железнодорожного и строительного применения, калиброванную сталь, сетку сварную и металлическую, канаты, электроды для сварки, порошковую проволоку.
Оптимизация производственных и технологических связей, рациональное использование всех видов ресурсов — все это позволяет добиваться высоких производственных результатов.
В числе слагаемых успеха и активная работа по техническому перевооружению и модернизации производства. ОАО «ММК-МЕТИЗ» целенаправленно движется в сторону реализации одной из главных стратегических целей в своей деятельности: поэтапного создания высокотехнологичного комплекса по производству современных видов металлоизделий, пользующихся стабильным потребительским спросом.
Начиная с 2008 года заводом успешно реализованы значительные инвестиционные проекты, что позволило модернизировать ключевые технологические операции основных производств. При этом идет не увеличение производственных мощностей, а их качественное улучшение за счет вывода морально устаревших и физически изношенных мощностей и замены их на современное, высокопроизводительное оборудование, наиболее передовое в техническом и технологическом плане.
Результатом проделанной за последние годы работы по модернизации и техперевооружению является то, что в настоящее время ОАО «ММК-МЕТИЗ» производит 51 процент продукции на современном оборудовании.
В числе приоритетных проектов 2016 года следует выделить установку комплекса оборудования для производства стали арматурной холоднодеформированной высокопрочной диаметром 9,6 мм. Реализация проекта позволит увеличить объемы производства высокопрочной арматуры периодического профиля диаметром 9,6-10,0 мм до 18 тыс. тонн в год и обеспечить среднесрочную потребность ОАО «РЖД» в стержневой арматуре для производства железобетонных шпал.
Юбилейный 2017 год стал для ОАО «ММК-МЕТИЗ» началом реализации беспрецедентной инвестиционной программы в объеме 3,8 млрд. рублей, рассчитанной до 2020 года. Её цель — модернизация завода с целью уменьшения затрат на производство, повышения качества, расширения продуктовой линейки. Проект уникален своей комплексностью, он затрагивает все сферы жизнедеятельности завода.
В 2017 году Министерство экономического развития Челябинской области и ОАО «ММК-МЕТИЗ» заключили контракт на реализацию проекта «Модернизация производства метизной продукции», в рамках которого до 2024 года планируется произвести продукции на 39 млрд рублей. Эффект для ОАО «ММК-МЕТИЗ» от применения инструмента нефинансового стимулирования составит 423 млн рублей.
Инвестпрограмма включает в себя концентрацию производства на одной производственной площадке (в настоящее время их две) с целью повышения эффективности использования площадей и значительного снижения расхода энергоносителей. За два с половиной года перенесено 120 единиц оборудования. Полное прекращение производства продукции на калибровочной площадке запланировано на IV квартал 2019 года. В результате выполнения программы планируется также развитие энергетической инфраструктуры с внедрением современных энергоэффективных технологий и оборудования. Программа развития также включает ввод в эксплуатацию 75 единиц нового высокотехнологического оборудования по производству крепежа, проволоки и канатов, а также калиброванной стали.
В частности, в 2017—2018 годах благодаря вводу в эксплуатацию оборудования тайваньских производителей освоено производство болтов и гаек по стандартам DIN М6-М12; приобретены закалочно-отпускной агрегат фирмы KOHNLE для производства высокопрочного крепежа, линия для гальванического оцинкования фирмы «Тесар». Ввод этого оборудования позволил обеспечить высокое качество термической обработки крепежных изделий, в том числе высокопрочного крепежа для мостостроения, и расширить сортамент за счет освоения производства оцинкованного крепежа крупных диаметров. Общий размер инвестиций по проекту составил более 400 млн рублей.
В 2018 году осуществлен импортозамещающий проект: введен в эксплуатацию новый комплекс по производству самонарезающих винтов, что позволило увеличить объём их производства и расширить сортамент за счет увеличения максимальной длины саморезов, освоения производства винтов для оконного профиля (в том числе с наконечником «сверло»), винтов самонарезающих с полусферической головкой и прессшайбой, шурупов для дерева универсальных и гвоздь-шурупов для пластикового дюбеля.
В 2018—2019 годах запущен комплекс по производству высокоуглеродистой проволоки и стальных канатов, что позволило заводу выйти на новый уровень качества и освоить новые виды канатов, в том числе восьмипрядных, нераскручивающихся, с пластически обжатыми прядями. Общий размер инвестиций по проекту составил более 1,6 млрд рублей.
В этом году на ММК-МЕТИЗ также реализован крупный проект — ввод в эксплуатацию комплекса немецкой фирмы EJP по производству бунтового и пруткового калиброванного проката мощностью 36 тыс. тонн в год. Комплекс состоит из двух высокопроизводительных автоматических линий, способных выполнять несколько операций: от удаления окалины до упаковки. Общий размер инвестиций по проекту составил более 600 млн рублей. Для предприятия его реализация — это новый уровень производства и гарантированно высокое качество выпускаемого бунтового и пруткового калиброванного проката.
В IV квартале текущего года реализуются проекты по расширению производства продукции с цинковым покрытием. Речь идет о проволоке и крепежных изделиях. С этой целью приобретен агрегат непрерывного горячего оцинкования проволоки, ведется реконструкция имеющейся линии горячего оцинкования FIB. В рамках этого направления будет введена в эксплуатацию автоматическая линия гальванического оцинкования крепежа М6-М12 для получения защитного цинкового покрытия с целью повышения их коррозионной стойкости и улучшения товарного вида. Общий размер инвестиций по двум проектам составит 365 млн рублей.
На 2020 год на ММК-МЕТИЗ запланирован ввод в строй еще четырех производственных комплексов. В первом квартале будут смонтированы колпаковые печи для сфероидизирующего отжига калиброванного проката. Их запуск будет способствовать импортозамещению и увеличению производства автокомпонентов на территории России.
В дальнейшем на предприятии будут установлены комплекс перемоточных станков для формирования мотков проволоки по требованиям потребителя и комплекс холодновысадочных и резьбонакатных станков для производства машиностроительных болтов М16-М24, что позволит произвести замену изношенного оборудования и повысить производительность на 50 % — 70 %.
Еще один проект, намеченный на 2020 год, представляет собой ввод в эксплуатацию горячевысадочного автомата по производству железнодорожных болтов и путевых шурупов, в том числе типа «Фоссло» для высокоскоростных магистралей. Общий размер инвестиций в эти проекты превысит один миллиард рублей.

## Продукция предприятия
- Железнодорожный крепёж;
- Проволока общего назначения и порошковая;
- Проволочные гвозди;
- Калиброванная сталь;
- Машиностроительный крепеж;
- Сварочная проволока;
- Высокопрочный крепеж;
- Стальные и оцинкованные канаты;
- Количество других видов продукции незначительно.